# Гонка века (фильм, 1986)
«Гонка века» — советский художественный фильм, психологическая драма, спортивный фильм. Снят в 1986 году на киностудии «Мосфильм» режиссёром Никитой Орловым по сценарию в соавторстве с политическим обозревателем Центрального телевидения СССР Владимиром Дунаевым.

## Сюжет
Великобритания, конец 1960-х годов. Механик Дональд Кроухёрст, долгое время сидевший без работы, узнаёт, что организуется кругосветная гонка «Золотой глобус» (англ.). Кроухёрст, который изобрёл навигационное устройство, начинает туда пробиваться. В конце концов, заключив договор с некой фирмой, он получает яхту-катамаран, на которой и уходит в море последним участником этой гонки. Но устройство, ради испытания которого он и ввязался в эту историю, на катамаране установлено не было.
По условиям гонки заходить по пути в какие-либо порты и гавани запрещалось. Во время шторма судно Дональда Кроухёрста вышло из строя. Несмотря на вынужденную остановку вблизи аргентинского порта, он и его спонсоры скрыли от устроителей это нарушение правил гонки и он продолжил в ней участие, при этом даже сохраняя своё лидерство. Этот обман впоследствии и сыграл свою решающую роль в судьбе Кроухёрста.
Фильм показывает психологию главного героя, членов его семьи, их взаимоотношений в сложившейся непростой для семьи финансовой ситуации. Это обнажает все их внутренние противоречия. Пожалуй, лишь дочь Кроухёрста Рэйчел (Наталия Гусева) с честью и внутренним достоинством переносит все психологические тяготы ситуации. Сам же глава семьи не в силах вынести такой психологический груз внутреннего выбора: с одной стороны — обман, сокрытие им и его спонсорами факта нарушения правил гонки, с другой стороны — его семья на грани банкротства. В конце фильма Дональд Кроухёрст выбирает для себя третий вариант. Но, как оказалось, даже его гибель была использована его покровителями и спонсорами с целью получения прибыли.
Сюжет основан на реальных событиях 1968—1969 годов — гонке «Золотой глобус» (англ.).

## В ролях
- Леонхард Мерзин — Дональд Кроухёрст
- Элле Кулль — Клер, его жена
- Ростислав Янковский — Стэнли Бест
- Гирт Яковлев — Родней Холуорт
- Улдис Лиелдиджс — Найджел Тетли
- Наталия Гусева — Рэйчел Кроухёрст

## Съёмочная группа
- Режиссёр-постановщик: Никита Орлов
- Сценаристы: Владимир Дунаев, Никита Орлов
- Оператор-постановщик: Борис Кочеров
- Художник: Феликс Ясюкевич
- Композитор: Алексей Рыбников
- Звукооператор: Леонид Булгаков